# Der Witz und seine Beziehung zum Unbewußten

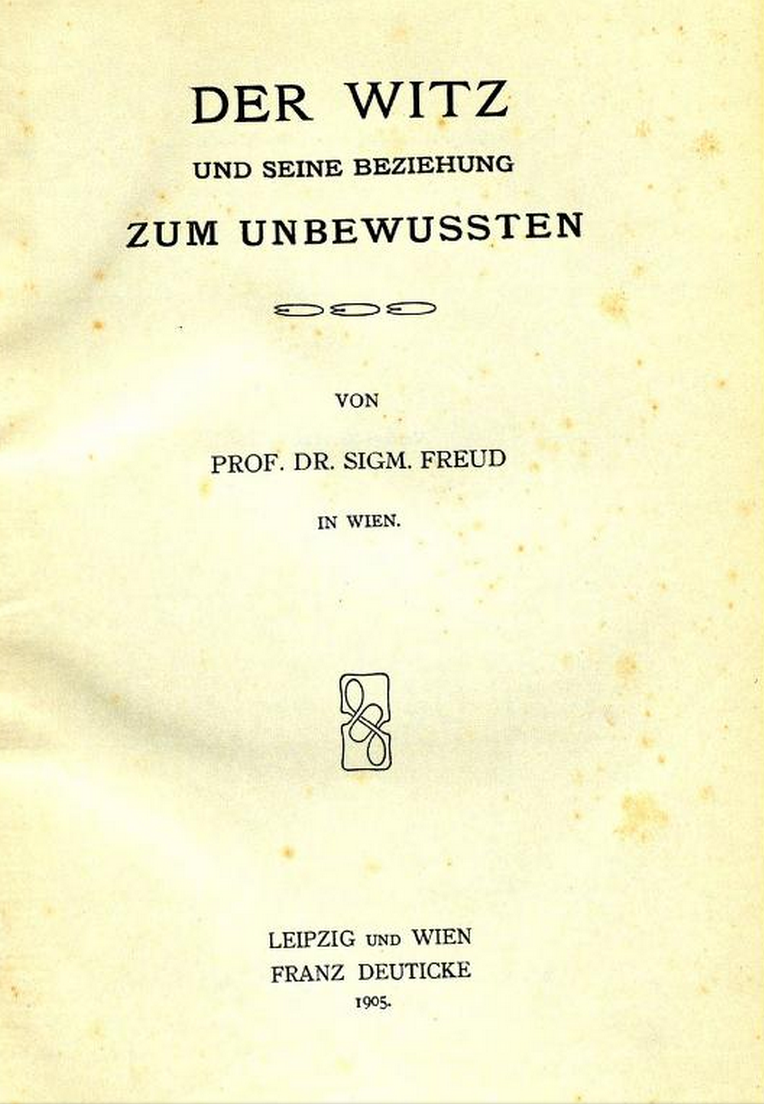
Titelseite der Originalausgabe von Sigmund Freuds "Der Witz und seine Beziehung zum Unbewussten", Franz Deuticke, Leipzig und Wien

Der Witz und seine Beziehung zum Unbewussten ist der Titel einer Studie, in welcher der Psychoanalytiker Sigmund Freud 1905 die Funktionsweise und Bedeutung des Witzes untersuchte. Freud präsentiert frühere Untersuchungen, um dann an konkreten Beispielen spezifische Merkmale des Witzes mit seiner Theorie der Psychodynamik zu verbinden. Die Studie gilt als Schlüsselwerk der Psychoanalyse und Witzforschung.

## Inhalt
Freud fasst in einem Aufsatz von 1927 die zentrale Aussage seiner Witz-Analyse wie folgt zusammen:

„In meiner Schrift über den Witz und seine Beziehung zum Unbewussten habe ich den Humor eigentlich nur vom ökonomischen Gesichtspunkt behandelt. Es lag mir daran, die Quelle der Lust am Humor zu finden, und ich meine, ich habe gezeigt, daß der humoristische Lustgewinn aus erspartem Gefühlsaufwand hervorgeht.“

Freud sah im Witz eine Technik des Unbewussten zur Einsparung von Konflikten und zum Lustgewinn (der »ökonomische Gesichtspunkt«). Der Lustgewinn beruhe auf einer kurzzeitigen Lockerung von Verdrängungen. Durch die Solidarisierung mit Gleichgesinnten wirke der Witz gegen Autoritäten, gegen den Sinn oder auch gegen Andersdenkende.
Die Gültigkeit von Freuds Argumentation hängt stark von seinem Modell der Psyche ab.

## Aufbau

### Einleitung
In der Einleitung referiert Freud die Ansätze, die zu einer psychologischen oder philosophischen Analyse des Witzes schon bestehen, insbesondere Arbeiten von Jean Paul und Theodor Lipps. Diese Ansätze seien jedoch verstreute Glieder, bilanziert Freud, die er zu einem »organisch Ganzen zusammengefügt sehen möchte«. Dabei werde er sich aber auf dieselben Beispiele beziehen, mit denen auch seine Vorgänger gearbeitet haben.

### Analytischer Teil: Technik und Tendenz des Witzes
In diesem Kapitel untersucht Freud die Technik des Witzes und die Tendenzen des Witzes. Dabei verzichtet er auf psychoanalytische Begrifflichkeit, er »inszeniert seinen Text als Erkenntnisprozess, in den er die Lesenden hineinlockt«.
Zentrale technische Aspekte sind die Verdichtung (etwa im Zusammenzug von Wörtern, wenn »familiär« und »Millionär« zu »famillionär« zusammengezogen wird), die Verwendung von identischem (Wort-)Material und dem Doppelsinn bei Wortspielen. Die »Witzarbeit«, so Freud, bediene sich in einer »Abweichung vom normalen Denken, der Verschiebung und des Widersinns«. Diese Techniken entsprechen den von Freud beschriebenen Mechanismen der Traumarbeit: Auch im Traum nimmt die Psyche Verschiebungen vor, indem etwa ein Wunsch durch sein Gegenteil repräsentiert wird.
In einem weiteren Abschnitt untersucht Freud, worauf sich der Witz richtet. Er unterscheidet als Haupttendenzen die Lust und die Aggression. Die Rolle des Witzes in Bezug auf diese Absichten beschreibt Freud wie folgt:

„Er ermöglicht die Befriedigung eines Triebes (eines lüsternen und feindseligen) gegen ein im Weg stehendes Hindernis, er umgeht dieses Hindernis und schöpft somit Lust aus einer durch das Hindernis unzugänglich gewordenen Lustquelle.“

Das konkrete Hindernis könnte eine Hemmung sein, sexuelle oder aggressive Triebe auszuleben. Der Witz baut diese Hemmung kurzzeitig ab und wirkt deshalb lustvoll beziehungsweise lustig. Welcher Anteil seiner Kraft der Witz aus seiner Tendenz respektive seiner Technik bezieht, ist für Freud unklar.

### Synthetischer Teil
Hier untersucht Freud den Lustmechanismus und die Psychogenese des Witzes sowie die Motive des Witzes und den Witz als sozialen Vorgang. Freud führt aus, dass der Witz seinen Lustgewinn daraus beziehe, dass eine Hemmung nicht mehr aufrechterhalten werden müsse. Daraus leitet Freud eine Erklärung dafür ab, weshalb die erzählende Person über den eigenen Witz nicht lachen kann: Sie muss für die Witzarbeit die psychische Energie aufwenden, die durch den Wegfall der Hemmung gewonnen wird. Dabei ist auch entscheidend, dass der Witz eine Ablenkung der Aufmerksamkeit erfordert: Ein Witz, bei dem die Pointe durch eine korrekte Aufmerksamkeitssteuerung erahnbar ist, kann keine Wirkung entfalten.

### Theoretischer Teil
Im abschließenden Kapitel zeigt Freud die Beziehung des Witzes zum Traum und zum Unbewussten auf. Dabei geht Freud von folgender Annahme aus:

„Ein vorbewußter Gedanke wird für einen Augenblick der unbewußten Bearbeitung überlassen, und deren Ergebnis wird alsbald von der bewußten Wahrnehmung erfaßt.“

Das Individuum kann zum psychischen Zustand des Kindes zurückkehren, in dem die Zwänge der Realität geringer waren. Ein Beleg dafür ist für Freud die Tatsache, dass Kinder keine Witzarbeit leisten.
Abschließend analysiert Freud die Komik und den Humor allgemeiner. Er schließt mit einer Zusammenfassung seiner Studie:

„Wir stehen nun am Ende unserer Aufgabe, nachdem wir den Mechanismus der humoristischen Lust auf eine analoge Formel zurückgeführt haben wie für die komische Lust und den Witz. Die Lust des Witzes schien uns aus erspartem Hemmungsaufwand hervorzugehen, die der Komik aus erspartem Vorstellungs(Besetzungs)aufwand und die des Humors aus erspartem Gefühlsaufwand. In allen drei Arbeitsweisen unseres seelischen Apparats stammt die Lust von einer Ersparung; alle drei kommen darin überein, daß sie Methoden darstellen, um aus der seelischen Tätigkeit eine Lust wiederzugewinnen, welche eigentlich erst durch die Entwicklung dieser Tätigkeit verlorengegangen ist. Denn die Euphorie, welche wir auf diesen Wegen zu erreichen streben, ist nichts anderes als die Stimmung einer Lebenszeit, in welcher wir unsere psychische Arbeit überhaupt mit geringem Aufwand zu bestreiten pflegten, die Stimmung unserer Kindheit, in der wir das Komische nicht kannten, des Witzes nicht fähig waren und den Humor nicht brauchten, um uns im Leben glücklich zu fühlen.“

## Argumentative Struktur
Die Gliederung des Buches entspricht nicht der argumentativen Logik, wie Carl Pietcker herausgearbeitet hat. Freud betrachtet den Witz unter folgenden Aspekten:
- einem ökonomischen, d. h. auf die Verteilung der psychischen Energie bezogen: Beim Witz wird eine aufgewendete psychische Energie (z. B. für eine Hemmung, eine Vorstellung) freigesetzt oder »abgelacht«.
- einem topischen, d. h. auf den Ort der Vorgänge im psychischen Apparat bezogen – erfolgen sie bewusst, unbewusst oder vorbewusst: Die Quelle des Witzes liegt im Unbewussten (daher auch der Titel), dort spielen die Techniken der Verdichtung, Verschiebung und der Verbindung von Gegensätzlichem.
- einem dynamischen, d. h. auf die Frage bezogen, welche psychischen Kräfte gegeneinander wirken: Im Witz sind das die Anforderungen der äußeren Realität, die Hemmungen zum Beispiel entstehen lassen, sowie die auf Lust drängenden Wünsche in sexueller oder aggressiver Hinsicht.
- einem genetischen; d. h. wie der Witz in der Entwicklung eines Individuums seine Bedeutung erhielt: Der Witz stellt für Freud eine Rückkehr zur Kindheit dar, in welcher eine Lust erlebt werden konnte, die durch psychische Techniken verhindert wird.
- einem kommunikativen oder sozialen; d. h. in welchen Situationen der Witz zum Einsatz kommt: Witze können als Mittel für die Sympathiegewinnung, aber auch als Machtmittel eingesetzt werden.
- einem produktions- und rezeptionsästhetischen; d. h. auf die Frage bezogen, was beim Produzenten eines Witzes und seinem Publikum passiert: Das Lachen des Publikums versichert die Erzählende Person, dass sie durch die Witzarbeit nicht aus der Gemeinschaft fällt, sondern andere ähnliche Prozesse durchleben.

## Empirische Überprüfung
In einem Aufsatz von 1971 hat George W. Kelling aus der Arbeit von Freud vier Thesen abgeleitet, die er empirisch überprüft hat. Dabei ließ er Cartoons von Probandinnen und Probanden bewerten.
1. Enthalten Cartoons sexualisierte, aggressive oder morbide Inhalte, werden sie als lustiger empfunden.
2. Sind die Hauptakteure in Cartoons Kinder, Tiere oder als primitiv dargestellte Menschen, werden sie lustiger empfunden als Cartoons mit normnahen Erwachsenen.
3. Je kürzer die Textanteile von Cartoons, desto lustiger werden sie empfunden.
4. Je größer die Unterschiede in der Beurteilung eines Cartoons ausfallen, desto weniger lustig erscheint er.

Mit Ausnahme der vierten Hypothese sprachen die Daten für die Gültigkeit dieser Behauptungen. So scheint es möglich, aus Freuds Theorie Voraussagen abzuleiten, welche sich belegen lassen. Damit ist Freuds Theorie nicht bestätigt, insbesondere die Annahmen in Bezug auf den psychischen Apparat lassen sich nicht empirisch belegen. Es dürfte jedoch naheliegend sein, die erste These in Freuds Argumentation damit zu begründen, dass »der zunächst zu leistende Verdrängungsaufwand der größte« sei.

## Annie Hall
In seinem Film Der Stadtneurotiker (OT: Annie Hall) von 1977 bezieht sich Woody Allen mehrmals auf Freuds Schrift. Die Hauptfigur erzählt unter explizitem Verweis auf Freud mehrere Witze im Film; auch die Psychoanalyse selbst, die in den USA in den 1970er-Jahren äußerst populär war, wird im Film erwähnt und ironisch kommentiert.

## Primärtext
- Sigmund Freud: Der Witz und seine Beziehung zum Unbewußten. Fischer Taschenbuch-Verlag, Frankfurt am Main 1986, ISBN 3-596-26083-3
- Franz Deuticke, Leipzig und Wien, 1905 in Internet Archive